# Leza de Río Leza
Leza de Río Leza tỉnh và cộng đồng tự trị La Rioja, phía bắc Tây Ban Nha. Đô thị này có diện tích là 11,12 ki-lô-mét vuông, dân số năm 2009 là 52 người với mật độ 4,68 người/km². Đô thị này có cự ly 21 km so với Logroño.